# Livingstone I Presume
Livingstone I Presume (in spagnolo Livingstone supongo), anche scritto Livingstone ...I Presume? sulle copertine, è un videogioco a piattaforme pubblicato nel 1986-1987 per i computer Amstrad CPC, Amstrad PCW, Atari ST, Commodore 64, DOS, MSX (due versioni graficamente diverse per MSX1 e MSX2) e ZX Spectrum dalla spagnola Opera Soft e su licenza dalla britannica Alligata Software.
Il protagonista è l'esploratore Henry Morton Stanley che affronta da solo i pericoli della giungla, alla ricerca di David Livingstone disperso in Africa; il titolo ("Livingstone, suppongo?") si riferisce a una famosa frase attribuita a Stanley quando riuscì a trovare Livingstone nella realtà. In questo caso però, se si completa il gioco, si trova un personaggio che alla domanda risponde "no" e viene annunciata una continuazione, che si avrà con il seguito Livingstone II del 1989.

## Modalità di gioco
Il giocatore controlla Stanley, nel classico abbigliamento da esploratore con casco coloniale, attraverso un ambiente bidimensionale a piattaforme suddiviso in molte schermate, ciascuna con problemi da risolvere. Si attraversano giungle, un villaggio, una miniera, cascate, sotterranei e un tempio. L'avventura è composta da sette livelli, ognuno con l'obiettivo di trovare l'uscita, per un totale di 63 schermi. Questi sono perlopiù adiacenti in orizzontale, ma anche collegati in verticale o da passaggi segreti.
Stanley può camminare in orizzontale, saltare, abbassarsi e usare quattro oggetti di cui è sempre fornito: boomerang, pugnali, granate e pertica. Ogni oggetto può essere utilizzato con forza variabile, misurata da una barra colorata, in base alla pressione più o meno lunga del pulsante. Il boomerang può servire come arma o per premere interruttori lontani, i pugnali per colpire nemici alla stessa altezza di Stanley, le granate per colpire ad altezze diverse, la pertica per fare ampi salti con l'asta.
Si affrontano molti tipi di pericoli istantaneamente letali, tra cui pigmei con cerbottane, coccodrilli, serpenti, scimmie che lanciano noci di cocco, sabbie mobili, cannibali, piante carnivore. Ci sono anche indicatori del cibo e dell'acqua che si consumano e devono essere mantenuti carichi raccogliendo rifornimenti, pena la perdita di una vita. Per accedere al tempio, oltre il quale si trova Livingstone, è necessario trovare cinque gemme.
Si tratta di un gioco piuttosto difficile, infatti si dispone di ben sette vite, e nel manuale del gioco stesso (edizione Alligata) sono forniti la mappa dei primi livelli e trucchi basati su POKE per alcune versioni.